# Déclaration de Snagov
La déclaration de Snagov (declarația de la Snagov en roumain) est un document signé le 21 juin 1995 par les dirigeants des partis parlementaires de Roumanie. Cet accord politique atteste de la stratégie nationale visant à préparer l'adhésion de la Roumanie à l'Union européenne. Les signataires représentaient les quatorze grands partis politiques de la Roumanie.
Le lendemain, le 22 juin 1995, Nicolae Vacaroiu a adressé la candidature de la Roumanie à l'Union européenne à Hervé de Charette, alors ministre français des Affaires étrangères et président en exercice du Conseil de l'Union européenne.

## Sources

## Compléments